# S/2004 S 17
S/2004 S 17 是土星的一颗天然卫星。发现时间是在2004年12月12日。发现者是可斯科特·谢泼德、大衛·朱維特等人。S/2004 S 17直径大约4千米，运行轨道距离土星大约19,099Mm，轨道周期985.453日。轨道与黄道角度为167°（相对土星赤道168°）以离心率0.226绕土星逆行轨道运行。